# Крутогор
 Крутогор  — деревня в Тоншаевском муниципальном округе Нижегородской области.

## География
Деревня находится в северо-восточной части Нижегородской области, на расстоянии менее 3 километров по прямой на северо-запад от посёлка Пижма.

## Население
Постоянное население составляло 5 человек (русские 100%) в 2002 году, 0 в 2010.